# Sphenomorphus schultzei
Sphenomorphus schultzei är en ödleart som beskrevs av  Vogt 1911. Sphenomorphus schultzei ingår i släktet Sphenomorphus och familjen skinkar. Inga underarter finns listade i Catalogue of Life.